# Austromegabalanus isolde
Austromegabalanus isolde is een zeepokkensoort uit de familie van de Balanidae. De wetenschappelijke naam van de soort is voor het eerst geldig gepubliceerd in 1967 door Holthuis & Sivertsen.